# 盧布涅維采

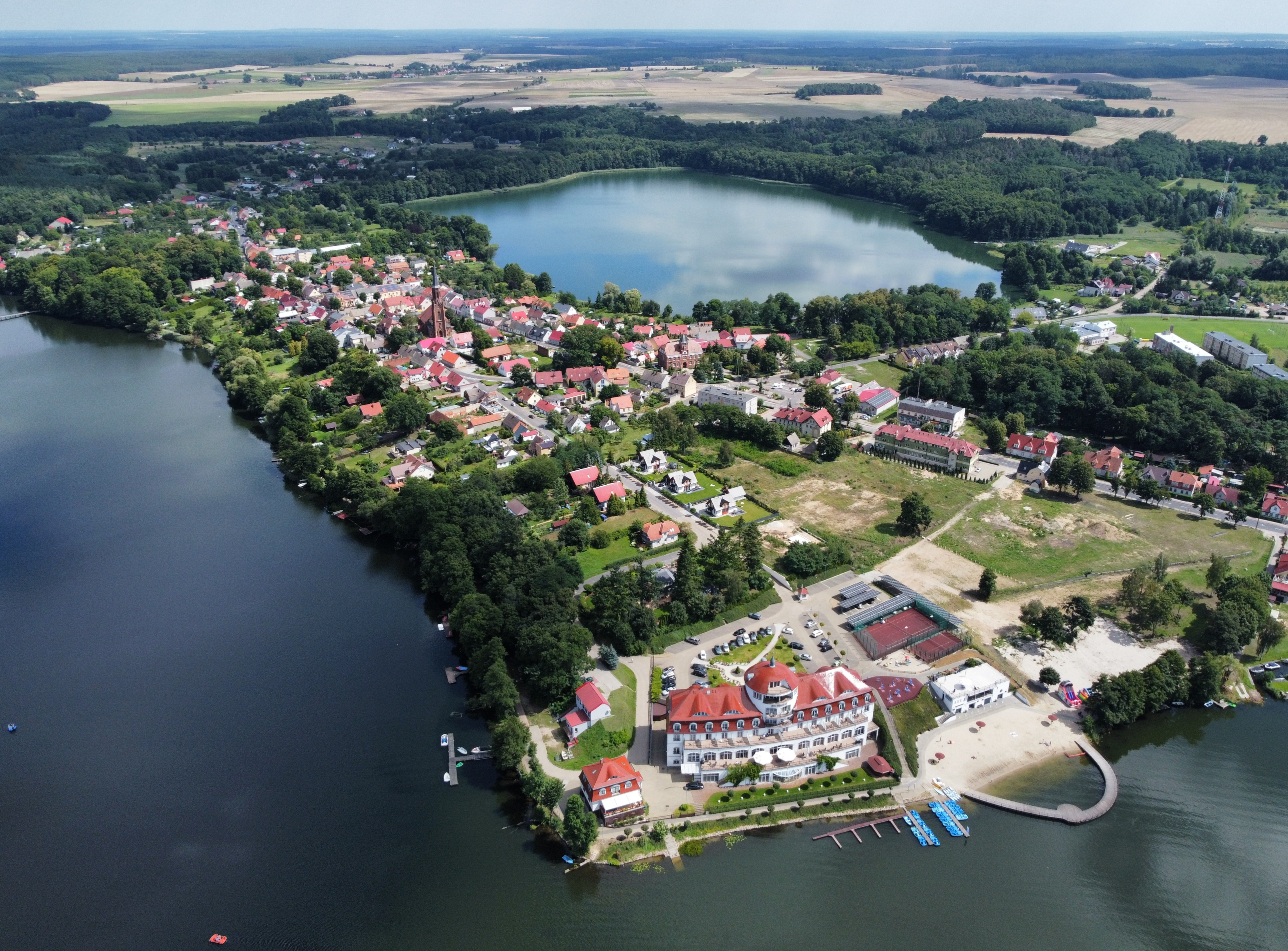

盧布涅維采是波蘭的城鎮，位於該國西部，由盧布斯卡省負責管轄，面積12.11平方公里，主要經濟活動是服務業、貿易業和工業，2006年人口1,929。1751年，該鎮發現鋁礦。
52°31′N 15°15′E / 52.517°N 15.250°E